# 井上正也
井上 正也（いのうえ まさや、1979年7月 - ）は、日本の政治学者。学位は、博士（政治学）（2009年）。慶應義塾大学法学部教授。専門は日本政治外交史。

## 略歴
大阪府堺市出身。1998年大阪府立泉陽高等学校卒業、2002年神戸大学法学部法律学科卒業。
2009年同大学院法学研究科博士後期課程修了、博士（政治学）の学位を取得。指導教官は五百籏頭眞で、論文名は「台湾問題と戦後日本の中国外交：『二つの中国』をめぐる構想と政策、1951～72年」。
2007-08年ペンシルヴァニア大学歴史学部訪問研究員。2009年神戸大学法学研究科専任講師、2010年香川大学法学部准教授、2015年成蹊大学法学部准教授を経て2017年より教授。2022年より慶應義塾大学法学部教授。
日本の対中政策史を研究の出発点とし、アジア冷戦の文脈から日本外交史を捉えなおすことを目指し、高碕達之助文書の収集・整理などにあたっている。

## 受賞歴
- 2008年 - 日本国際政治学会奨励賞
- 2011年 - 第40回吉田茂賞（『日中国交正常化の政治史』）
- 2011年 - 第33回サントリー学芸賞（政治・経済部門）（『日中国交正常化の政治史』）

## 著書

### 単著
- 『日中国交正常化の政治史』（名古屋大学出版会、2010年）

### 編纂史料
- 中島敏次郎（中島琢磨・服部龍二共編）『外交証言録 日米安保・沖縄返還・天安門事件』（岩波書店、2012年）
- 田島高志（高原明生・井上正也編集協力）『外交証言録 日中平和友好条約交渉と鄧小平来日』（岩波書店、2018年）
- 朝海浩一郎（河野康子・村上友章共編）『朝海浩一郎日記 付・吉田茂書翰』（千倉書房、2019年）
- 五百旗頭真監修（井上正也・上西朗夫・長瀬要石）『評伝 福田赳夫一戦後日本の繁栄と安定を求めて』（岩波書店、2021年）

## 論文・部分執筆
- 「日中LT貿易の成立と池田政権 1960-1962」『六甲台論集. 法学政治学篇』 53巻1号（2006年）
- 「国連中国代表権問題と池田外交――国府『分断固定化』構想をめぐって、1957～1964」『神戸法學雜誌』57巻1号（2007年）
- 「第二次吉田書簡与日台関係――台湾当局的対日戦略与自民党（1963-1964）」『国際政治研究（北京大学国際関係学院）』29号（2008年）
- 「吉田茂の中国『逆浸透』構想――対中国インテリジェンスをめぐって、1952～1954年」『国際政治』151号（2008年）
- "Yoshida Shigeru's 'Counter Infiltration' Plan against China: The Plan for Japanese Intelligence Activities in Mainland China 1952-1954", World Political Science Review, 5:1 (2009).
- 「日中国交正常化交渉における台湾問題 1971～72年」小林道彦、中西寛編『歴史の桎梏を越えて――20世紀日中関係への新視点』（千倉書房、2010年）
- 「日華平和条約の再検証――『限定承認』論を中心に」『近きに在りて』56号（2009年）
- 「危機のなかの日米関係―1970年代（佐藤晋と共著）」日米協会編、五百旗頭真・久保文明・佐々木卓也・簑原俊洋監修『もう一つの日米交流史』（中央公論新社、2012年）
- 「対中戦略をめぐる日米の相克――中ソ対立を中心に」簑原俊洋編『「戦争」で読む日米関係100年――日露戦争から対テロ戦争まで』（朝日新聞出版、2012年）
- 「国交正常化 1972年」高原明生・服部龍二編『日中関係史 1972-2012 （I）政治』（東京大学出版会、2012年）
- 「高碕達之助の対米工作と日中関係」香川大学法学部創設30周年記念論文集『現代における法と政治の探求』（成文堂、2012年）
- 「日中関係の形成――日華平和条約から日中平和友好条約まで」波多野澄雄編『日本の外交（2）外交史 戦後編』（岩波書店、2013年）
- 「日本から見た廖承志の対日工作――自民党親中国派を中心に」王雪萍編『戦後日中関係と廖承志―中国の知日派と対日政策』（慶應義塾大学出版会、2013年）
- 「전후 일본-대만 관계와 보수정권―친대만파의 기원（戦後日華関係と保守政権――親台湾派の起源）」『아세아연구（アジア研究）』56권3호（2013年）
- 「戦後日中関係の争点――安保・台湾・ソ連」『孫文研究』52号（2013年）